# Polydora aggregata
Polydora aggregata är en ringmaskart som beskrevs av Blake 1969. Polydora aggregata ingår i släktet Polydora och familjen Spionidae. Arten har ej påträffats i Sverige. Inga underarter finns listade i Catalogue of Life.